# Реакция Кучерова
Реа́кция Ку́черова — химическая реакция, заключающаяся в гидратации ацетиленовых соединений с образованием карбонильных соединений. При гидратации ацетилена образуется ацетальдегид, в случае замещенных ацетиленов — главным образом кетоны:
{\displaystyle {\mathsf {HC\equiv CH+H_{2}O{\xrightarrow[{}]{HgSO_{4},H^{+}}}CH_{3}CHO}}}
{\displaystyle {\mathsf {C_{6}H_{5}C\equiv CH+H_{2}O{\xrightarrow[{}]{HgSO_{4},H^{+}}}C_{6}H_{5}C(O)CH_{3}}}}
Реакция была открыта русским химиком М. Г. Кучеровым в 1881 году и названа в его честь.

## Механизм реакции
Реакцию проводят в воде или спиртовом растворе. Катализаторами являются соли ртути (Hg2+) в кислой среде (например, HgSO4 в H2SO4, Hg(CH3COO)2 в CH3COOH, HgO + BF3, HgO + CF3COOH + эфират BF3 и др.).
Присоединение воды к молекуле алкина протекает по правилу Марковникова. Ион Hg2+ образует π-комплекс с молекулой алкина, к которой присоединяется молекула воды с промежуточным образованием нестойкого енола, изомеризующегося в карбонильное соединение:
{\displaystyle {\mathsf {RC\equiv CR'{\xrightarrow[{Hg^{2+},H^{+}}]{H_{2}O}}[R{\text{-}}CH{\text{=}}C(R')OH]\rightarrow RC(O)CH_{2}R'}}}
Отклонение от правила Марковникова наблюдается в том случае, если в молекуле алкина есть электроноакцепторная группа. В этом случае образуется смесь продуктов:
{\displaystyle {\mathsf {CF_{3}C\equiv CH+H_{2}O{\xrightarrow[{}]{HgSO_{4},H^{+}}}CF_{3}CH_{2}CHO+CF_{3}C(O)CH_{3}}}}
Атом кислорода обычно присоединяется в то положение, которое наиболее удалено от электроноакцепторной группы, но при небольшой разнице в полярности заместителей в молекуле алкина также образуется смесь продуктов.

## Применение
Реакция Кучерова лежит в основе промышленного способа получения ацетальдегида из ацетилена, однако постепенно перестала использоваться из-за токсичности солей ртути. Тем не менее, она находит применение в препаративном синтезе органических веществ.